# Miguel Morris
Miguel Samuel Morris Yrissary (Manilla, 20 augustus 1880 - Barcelona, 16 juni 1951) was een voetballer met een Engelse vader en een Filipijns-Baskische moeder. 

## Voetbal
Morris kwam aan het einde van de negentiende eeuw naar Barcelona, toen zijn vader directeur werd bij een trammaatschappij. Als voetballer stond Morris bekend als Morris III of Junior Morris, om hem te onderscheiden van zijn eveneens voetballende stiefbroers Samuel Alfredo Morris en Enrique Morris. Hij speelde vanaf 1901 voor Hispània FC. In 1902 versterkte Morris samen met zijn twee stiefbroers tijdelijk FC Barcelona tijdens het toernooi om de Copa de la Coronación, het eerste Spaanse bekertoernooi en voorloper van de Copa del Rey. In de finale verloor Morris met Barça van Club Vizcaya Bilbao (2-1). De verdediger stapte in 1903 definitief over naar FC Barcelona toen Hispània werd opgeheven. In 1905 won Morris met FC Barcelona de Campionat de Catalunya. Hij speelde bij Barça samen met onder meer Carles Comamala, de ontwerper van de tot op heden gebruikte escudo, het clublogo. Na een periode in Madrid, waar hij voor Moncloa FC en Sociedad Gimnástica Española speelde, keerde Morris in 1908 terug bij FC Barcelona. In 1909 won hij zijn tweede Catalaanse titel. Na één seizoen maakte hij de overstap naar Star FC. Later speelde Morris nog voor Català SC (1912-1914).